# Garry Monk
Garry Alan Monk (Bedford, 6 de março de 1979) é um ex-futebolista que atuava como zagueiro e atual treinador inglês. Atualmente é o treinador do Birmingham.
Ele jogou pelo Swansea City em todas as quatro divisões de futebol profissional da Inglaterra de 2004 a 2014, na maior parte como capitão. Atuou em 260 jogos pelo time galês em todas as competições que disputou, e fez parte do elenco que venceu a final da Copa da Liga Inglesa em 2013.

## Futebolista
Nascido em Bedford, Bedfordshire, Monk iniciou sua carreira nas categorias juvenis do Torquay United, fazendo cinco jogos durante a temporada 1995-96. Ao final da temporada transferiu-se para o Southampton, onde se profissionalizou em 1997.
Monk retornou ao Torquay por empréstimo em setembro de 1998. Em janeiro de 2001 foi emprestado ao Oxford United, mas foi chamado de volta em maio, devido a uma crise de lesões em diversos defensores do Southampton.
Monk foi emprestado ao Sheffield Wednesday (de dezembro de 2002 a março de 2003) com a possibilidade de uma transferência permanente, porém isso não foi possível por conta do rebaixamento do Wednesday para a League Two. 

### Swansea City
Monk fez sua estreia pelo Swansea em 7 de agosto de 2004 na derrota por 0–2 para o Northampton Town no primeiro jogo da temporada da Football League Two. O Swansea terminou a temporada com a promoção a Football League One.
Em agosto de 2006, com a saída de Roberto Martínez do time, foi anunciado que Monk seria o capitão durante a temporada. Entretanto, após dois jogos sofreu uma lesão no ligamento cruzado que o deixou de fora da temporada.
Monk retornou ao time no início da temporada 2007–08 como capitão, e liderou os Swans na promoção a segunda divisão do futebol inglês pela primeira vez em 24 anos. Monk levantou sua primeira taça como capitão do Swansea, como campeão da League One.
Na temporada 2008–09 chegou ao Swansea um novo reforço para a defesa: Ashley Williams, proveniente do Stockport County. Em sua primeira temporada de volta a Championship o Swansea terminou em oitavo lugar.
A temporada 2010–11 começou bem, com Monk atuando em todos os jogos até lesionar-se num jogo contra o Colchester United pela Copa da Inglaterra em 8 de janeiro de 2011. Ele logo retornaria ao time e ajudou os Swans a conseguirem a vaga na Premier League via play-offs da Championship, vencendo o Reading. 
Em 6 de fevereiro de 2013, Monk assinou uma extensão de um ano ao seu contrato com o Swansea, com término em junho de 2015. Neste mesmo mês, ele conquistou o maior troféu de sua carreira no Swansea, sob o comando do treinador Michael Laudrup, ao vencer o Bradford City por 5-0 na final da Copa da Liga de 2013, em Wembley. Monk levantou a taça juntamente com Ashley Williams após entrar na partida durante a segunda etapa ao substituir Ki Sung-yueng.
Após somente 15 jogos em todas as competições da temporada 2012–13, Monk admitiu em 15 de julho de 2013 que "era o tempo certo de passar a braçadeira de capitão". Ashley Williams o substituiu como capitão da equipe em definitivo, pois já havia sido durante as ausências de Monk nos dois anos anteriores.

## Como treinador
Em 4 de fevereiro de 2014, Monk foi designado como jogador-treinador interinamente após a saída do treinador Michael Laudrup. Seu primeiro jogo no cargo foi o Dérbi do Sul de Gales contra o Cardiff City, no qual o Swansea venceu por 3–0. O Swansea sobreviveu à batalha contra o rebaixamento assegurando a permanência na primeira divisão com uma rodada de antecedência.
Monk tornou-se técnico permanente do Swansea City em 7 de maio de 2014, assinando um contrato de três anos de duração.
No jogo de abertura da temporada 2014–15, Monk levou o Swansea a vencer o Manchester United por 2–1 fora de casa, naquela que foi a primeira vitória na história do clube em Old Trafford num jogo de liga. Os Swans continuaram seu início positivo na liga com mais duas vitórias em casa contra Burnley e West Brom. Uma arrancada que levou o Swansea as primeiras colocações na tabela do campeonato e Monk a premiação de melhor treinador no mês de agosto da Premier League.
Em 11 de maio de 2015, o Swansea conseguiu o "double" sobre o Arsenal, tornando os Swans na terceira equipe da história da Premier League a ter ganho em casa e fora contra Arsenal e Manchester United na mesma temporada. Os Swans terminaram a temporada na oitava colocação com uma pontuação recorde para o clube.
Monk assinou um novo contrato de três anos em julho de 2015.
Após 11 anos no clube, Monk foi demitido do cargo de treinador do Swansea em 9 de dezembro de 2015, após um mal desempenho na competição, deixando o clube apenas na décima-quinta posição na tabela da Premier League.

## Títulos
- Copa da Liga Inglesa: 2012-13[1]
- Football League One: 2007-08
- Football League Trophy: 2005-06
- Football League Championship play-offs: 2010–11